# Saint-Pierremont (Aisne)
Saint-Pierremont é uma comuna francesa na região administrativa de Altos da França, no departamento de Aisne. Estende-se por uma área de 6,98 km². Em 2010 a comuna tinha 43 habitantes (densidade: 6,2 hab./km²).